# CONCACAF Champions' Cup 2007
La CONCACAF Champions' Cup 2007 è stata la quarantaseiesima edizione della massima competizione calcistica centro-nord americana.
La vincitrice di questa manifestazione si qualificherà alla Coppa del mondo per club FIFA 2007, mentre la finalista sarà invitata dalla CONMEBOL a partecipare alla Coppa Sudamericana 2007.

## Squadre qualificate
| Squadra               | Motivazione                                    |
| --------------------- | ---------------------------------------------- |
| Pachuca               | Campione Campionato Clausura Messicano 2006    |
| Chivas de Guadalajara | Campione Campionato Apertura Messicano 2006    |
| Houston Dynamo        | Campione MLS Cup 2006                          |
| D.C. United           | Campione MLS Supporters' Shield 2006           |
| Puntarenas            | Campione Copa Interclubes UNCAF 2006           |
| Olimpia               | Finalista Copa Interclubes UNCAF 2006          |
| Marquense             | Terza classificata Copa Interclubes UNCAF 2006 |
| W Connection          | Campione CFU Club Championship 2006            |

Le otto squadre qualificate, si affronteranno in quarti di finale (da marzo 2008), semifinali e finale. Tutti i turni si giocheranno in gare doppie (andata e ritorno).

## Quarti di finale
Partite di andata: 21-21 febbraio 2007. Ritorno: 28 febbraio - 1º marzo 2008.
| Squadra 1    | Totale | Squadra 2             | Andata | Ritorno |
| ------------ | ------ | --------------------- | ------ | ------- |
| Pachuca      | 3-0    | Marquense             | 2-0    | 1-0     |
| Puntarenas   | 1-2    | Houston Dynamo        | 1-0    | 0-2     |
| W Connection | 2-4    | Chivas de Guadalajara | 2-1    | 0-3     |
| Olimpia      | 3-7    | D.C. United           | 1-4    | 2-3     |

## Semifinali
Partite di andata: 15 marzo 2007. Ritorno: 3-5 aprile 2007.
| Squadra 1      | Totale    | Squadra 2             | Andata | Ritorno   |
| -------------- | --------- | --------------------- | ------ | --------- |
| Houston Dynamo | 4-5 (dts) | Pachuca               | 2-0    | 2-5 (dts) |
| D.C. United    | 2-3       | Chivas de Guadalajara | 1-1    | 1-2       |

## Finale a/r
Gara di andata: 18 aprile 2007. Gara di ritorno 27 aprile 2007.
| Squadra 1             | Totale    | Squadra 2 | Andata | Ritorno   |
| --------------------- | --------- | --------- | ------ | --------- |
| Chivas de Guadalajara | 8-9 (dcr) | Pachuca   | 2-2    | 6-7 (dcr) |

## Campioni
| Campione CONCACAF 2007 |
| ---------------------- |
| CF Pachuca 2º titolo   |